# Храм Вейовиса
Храм Вейовиса ― древнеримское культовое сооружение, посвящённое богу подземного мира Вейовису.

## В литературе
Храм находился на территории между двумя священными рощами на Капитолийском холме. Рядом со статуей Вейовиса стояла статуя козла. На месте храма, как гласит легенда, Ромул оказал гостеприимство беглецам из других земель региона Лацио, чтобы основать вместе с ними новый город. Беженцами были беглые рабы, латиняне, этруски, а по предположению Луция Флора также фригийцы и аркадцы.
Торжественная клятва о строительстве храма была дана претором Люцием Фурием Пурпурионом в битве при Кремону во время войны против народа бойи в 200 г. до н. э. В 192 г. до н. э. храм был освящён Квинтом Марцием Раллой.

## В археологии
Руины храма были раскопаны в 1939 году. Теперь их можно лицезреть в Табуларии под Капитолийскими музеями. Остатки строения сохранились благодаря тому, что они стали фундаментом более поздних зданий на этом же участке Капитолийского холма. Руины были идентифицированы как храм Вейовиса благодаря упоминаниям в древних источниках и находке мраморной культовой статуи в целле храма. Исторические источники гласят, что у статуи была голова без бороды, а в правой руке бог держал пучок стрел.
Главной особенностью храма, которая отличает его от многих других римских построек ― вероятно, из-за очень ограниченного доступного пространства ― является удлиненная в поперечном направлении целла, ширина которой почти вдвое больше её глубины (15 х 8,90 м). На высоком подиуме храма находится внутреннее ядро из известкового камня, выложенное травертиновым мрамором ― тем же камнем, который использовался для мощения двора храма. Фасад располагается у дороги, ведущей от Clivus Capitolinus, и имеет пристройку перед входом с четырьмя столбами в центральной части, которым предшествует лестничный пролёт.
Были определены три отдельных этапа строительства храма, последний из которых был датирован первой четвертью I века до нашей эры и связан со строительством Табулария. Затем храм был восстановлен императором Домицианом, к нему были пристроены кирпичные колонны, а пол и стены целлы были облицованы цветным мрамором.